# D. K. Kelly
Dennis M. „D. K.“ Kelly (* 5. Oktober 1947 in Lewistown, Mifflin County, Pennsylvania; † 30. November 2015 in Roaring Spring, Altoona, Blair County, Pennsylvania) war ein US-amerikanischer Theater- und Filmschauspieler.

## Leben
Kelly wurde am 5. Oktober 1947 in Lewistown als Sohn von Margaret Kelly, geborene O’Donnell, geboren. Er besuchte die dortige Lewistown Area High School, damals Chief Logan High School. Anschließend studierte er an der Villanova University. Er heiratete Bonnie K. Barnes, die Trauung fand in der St. Thomas of Villanova Church statt. Das Paar hatte einen Sohn und eine Tochter sowie drei Enkelkinder.
Der gläubige Kelly besuchte die Grace Bible Church und war Mitglied bei den Rotary Clubs Morrisons Cove und dem Rotary Clubs Santa Monica. Hauptberuflich betrieb er ein Autohaus. Daneben arbeitete er auch als Skilehrer. Er gehörte zum Theaterensemble des Mishler Theatre in Altoona und wirkte in verschiedenen Bühnenstücken mit. Mitte der 1990er Jahre zog er nach Los Angeles, um als Filmschauspieler tätig zu sein.
Er debütierte 1994 in einer Episode der Fernsehserie New York Cops – NYPD Blue als Fernsehschauspieler. Noch im selben Jahr spielte er in zwei Episoden der Fernsehserie In Living Color mit. 1995 hatte er jeweils Episodenrollen in Vanishing Son und Melrose Place inne, sowie die Rolle als einer der Bodyguards von Tom Rose, gespielt von James Handy, in zwei Episoden der Fernsehserie Beverly Hills, 90210. 1996 übernahm er die männliche Hauptrolle des Marshall Catlin im Erotikthriller Jane Street, in dem Linda Hoffman die weibliche Hauptrolle verkörperte. Im selben Jahr übernahm er außerdem eine Nebenrolle in Der Feind in meinem Haus. Nachdem er 1997 in einer Episode der Fernsehserie Burning Zone – Expedition Killervirus mitwirkte, hatte er seine nächste Besetzung erst 2002 im Film Time Shift. Seine letzte Filmrolle hatte er als Sheriff Ted Metcalf im Katastrophenfernsehfilm Flashflood – Wenn der Damm bricht, wo er den Protagonisten hilft, das Schlimmste zu verhindern. Er wird in der deutschsprachigen Filmfassung von Kai Taschner synchronisiert.
Kelly verstarb am 30. November 2015 im Alter von 68 Jahren im Altoona Center for Nursing Care nach längerer Krankheit. Er wurde am 4. Dezember 2015 auf dem Alto-Reste Park in Altoona beigesetzt.

## Filmografie
- 1994: New York Cops – NYPD Blue (NYPD Blue) (Fernsehserie, Episode 1x16)
- 1994: In Living Color (Fernsehserie, 2 Episoden)
- 1995: Vanishing Son (Fernsehserie, Episode 1x12)
- 1995: Beverly Hills, 90210 (Fernsehserie, 2 Episoden)
- 1995: Melrose Place (Fernsehserie, Episode 4x04)
- 1996: Jane Street
- 1996: Der Feind in meinem Haus (Out of the Darkness)
- 1997: Burning Zone – Expedition Killervirus (The Burning Zone) (Fernsehserie, Episode 1x19)
- 2002: Time Shift
- 2003: Flashflood – Wenn der Damm bricht (Killer Flood: The Day the Dam Broke) (Fernsehfilm)